# Haliya
Халія (Haliya) (हलिया, досл. "той, хто оре") — система виплати боргових зобов'язань, яка полягає в тому, що боржник обробляє землю кредитора, доки не сплатить борг. Система застосовувалась у західному Непалі  до 6 вересня 2008 року, коли уряд Непалу заборонив її. 
| Прапор Непалу | Це незавершена стаття про Непал. Ви можете допомогти проєкту, виправивши або дописавши її. |